# Anthurium vestitum
Anthurium vestitum är en kallaväxtart som beskrevs av Luis Aloysius, Luigi Sodiro. Anthurium vestitum ingår i släktet Anthurium och familjen kallaväxter. Inga underarter finns listade.